# Robby Meul
Robby Meul (Sint-Niklaas, 4 september 1981) is een Belgische wielrenner.
Meul heeft drie jaar voor de Jartazi-ploeg gereden. Tegenwoordig komt Robby Meul uit voor Pedaltech - Cyclingnews.
Hij heeft één overwinning, de Internatie Reningelst.
Robby Meul heeft 2de plaats behaald op het EK gravel tussen 40-44 leeftijd

## Podiumplaatsen
| Wedstrijd                          | Plaats      | Jaar |
| ---------------------------------- | ----------- | ---- |
| Paris - Roubaix Espoirs Frankrijk  | 3de plaats  | 2003 |
| Vlaamse/Antwerpse Havenpijl België | 3de plaats  | 2004 |
| Internatie Reningelst België       | 1ste plaats | 2006 |

Beeckman · Cosyn · Daniels · De Gruyter · De Herdt · Devaere · Dierickx · Duque · R.Hegreberg · M.Hegreberg · Huysveld · Meul · Muys · Neyens · S.Penne · 
F.Penne · Ronsse · Van Der Ginst · Van Der Schueren · Van Sinaey · Vanendert · Vastmans · Zelderloo
Abakoumov · Blackgrove · Blanchy · Derepas · Duque · Gadret · Kaminskas · Kaupas · Kostjoek · Meul · Pauwels · S.Penne · Ronsse · Rudenko · Svensson · Thys · Vilcinskas · Wijnands
Abakoumov · Blanchy · Cauquil · De Groote · Derepas · Haynes · Hoogerland · Kaupas · Meul · Moeravjov · Nevens · Planckaert · Ronsse · Scheirlinckx · Soetens · Thys · Tombak · Van der Slagmolen · Van Mingeroet · François (stagiair) · Sladkov (stagiair)